# Sabine Gramlich
Sabine Gramlich (* 13. Januar 1913 in Hachenburg; † 21. März 2004 in Gütersloh) war eine deutsche Friedensaktivistin.

## Leben
Sabine Gramlich wurde am 13. Januar 1913 in Hachenburg geboren. In den 1930er Jahren absolvierte sie ein Französischstudium in Berlin und arbeitete 1938/39 an der deutschen Botschaft in Tallinn. Sie heiratete 1940 Bernhard Gramlich und 1944 flüchtete die Familie zunächst nach Eberswalde. Es folgten Umzüge nach Konstanz und Karlsruhe und 1955 zog sie mit ihrem Mann und ihren vier Söhnen nach Gütersloh. Sie arbeitete zunächst als freie Lektorin. Später ließ sie sich zur Englischlehrerin ausbilden und arbeitete an der Hauptschule Süd in Gütersloh.
Die Erfahrungen der Flucht während des Krieges, der Verlust ihres Vaters und dreier Brüder, sowie ihrer Heimat prägten sie und ab den 1960er Jahren, angeregt durch die Umbrüche, die die Studentenbewegungen auslösten, bis zu ihrem Tod, engagierte sie sich für Demokratie und Frieden. Innerhalb der Friedensbewegung organisierte sie in Gütersloh Kundgebungen, Mahnwachen, Aktionen und Demonstrationen. Auch das „Politische Nachtgebet“, ein christlicher Gottesdienst, der Glaube und Protest vereinte, wurde durch sie in Gütersloh initiiert. Besonders wichtig war ihr die Bewahrung des Friedens und die Aussöhnung mit den osteuropäischen Staaten. Daneben war sie im Gütersloher Flüchtlingsrat aktiv, engagierte sich in der Arbeit mit Migrantinnen und Migranten, in der Psychiatrie des LWL-Klinikums, bei Amnesty International und in einer kirchlichen Frauengruppe.
Als sie bereits deutlich über 70 Jahre alt war, beteiligte sie sich noch an Straßenblockaden. Sie demonstrierte gegen das atomare Wettrüsten und reiste nach Polen, Belarus, Belgien und in die USA. Dort nahm sie 1984 am internationalen Protest teil. In den 1990er Jahren nahm sie an Protesten gegen den Krieg teil und setzte sich für den Pazifismus ein.
Sie lehnte für ihren jahrelangen Einsatz für den Frieden eine Ehrung durch die Stadt Gütersloh, solange sie lebte, ab. Sie hielt ihr Engagement für selbstverständlich.
Sabine Gramlich starb 2004 in Gütersloh.

## Ehrungen
- 1984 „International Women for Peace“
- 2025 „Paste-Up“ für Sabine Gramlich durch die Stadt Gütersloh Paste-Up durch die Stadt Gütersloh
- 2025 FrauenOrt NRW